# Bysjön (Junsele socken, Ångermanland)
Bysjön är en sjö i Sollefteå kommun i Ångermanland och ingår i Ångermanälvens huvudavrinningsområde. Sjön har en area på 1,64 kvadratkilometer och ligger 208,9 meter över havet.

## Delavrinningsområde
Bysjön ingår i det delavrinningsområde (705565-156025) som SMHI kallar för Utloppet av Bysjön. Medelhöjden är 256 meter över havet och ytan är 21,76 kvadratkilometer. Räknas de 37 avrinningsområdena uppströms in blir den ackumulerade arean 353,57 kvadratkilometer. Uman (Juvanån) som avvattnar avrinningsområdet har biflödesordning 2, vilket innebär att vattnet flödar genom totalt 2 vattendrag innan det når havet efter 131 kilometer. Avrinningsområdet består mestadels av skog (73 procent) och sankmarker (14 procent). Avrinningsområdet har 2,09 kvadratkilometer vattenytor vilket ger det en sjöprocent på 9,6 procent.